# 우리 죽은 자들이 깨어날 때

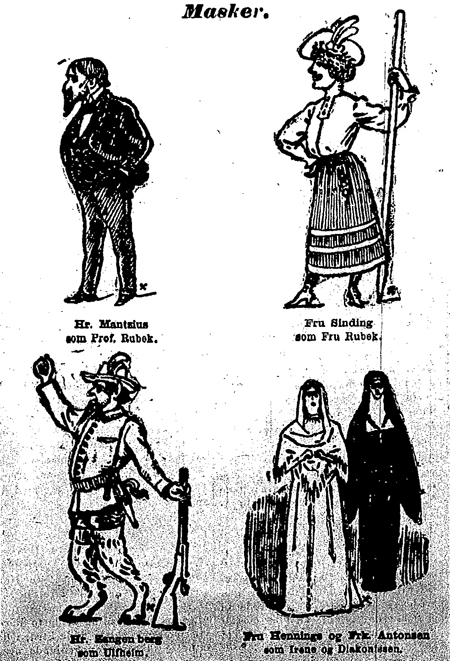
등장인물

《우리 죽은 자들이 깨어날 때》(Når vi døde vågner)는 노르웨이의 극작가 헨리크 입센의 마지막 희곡이다. 1899년 12월 출판되었으며 입센은 그 해 2월부터 11월 사이 이 희곡을 썼다. 첫 공연은 런던의 헤이마켓 시어터에서 출판 하루이틀 전에 이루어졌다.
잘나가던 조각가이자 자부심 넘치는 예술가였던 루베크는 창작에 대한 열의와 영감을 잃고 자신보다 한참 어린 마야와 결혼해 지루한 노년을 보내고 있다. 그러던 어느 날 타지의 한 호텔에서 루베크는 과거 자신에게 무한한 영감을 제공했던 한 여인과 재회한다. 입센의 자전적인 작품으로 작가의 인생관과 예술관을 확인할 수 있다.

## 배경
아르놀 루베크는 한때 ＜부활의 날＞이라는 조각품으로 국제적인 명성을 떨친 조각가다. 작품의 모델은 이레네라는 여인이었다. 이 작품이 역작이 될 것임을 알아보고 기꺼이 루베크의 작업에 합류한 것이다. 작업이 진행되는 동안 두 사람은 서로에게 애틋하면서도 강렬한 감정을 느낀다. 하지만 이레네를 모델로만 대하는 루베크에게 깊은 마음의 상처를 받은 이레네는 작업이 끝나자마자 떠나 버린다. 그 후 루베크는 창작에 대한 열의와 영감을 잃고 만다. 그는 뒤늦게 자신의 창조적 영감에 불을 지필 수 있는 사람은 이레네뿐이었음을 깨닫는다. 마야와 결혼한 뒤로는 내내 아내와 함께 외국을 전전한다. 시간이 지나자 부부 관계도 점차 시들해지고 만다.
극은 어느 한적한 바닷가 호텔에 머물고 있는 루베크와 마야의 대화 장면으로 시작된다. 곧 대지주이자 곰 사냥꾼인 울프헤임이 나타나고, 마야는 거칠고 야성적인 성향을 가진 이 사내에게 금세 호감을 느낀다. 한편 호텔 투숙객 중에는 수녀를 동반하고 다니는 흰옷 차림의 신비스러운 여인이 있다. 곧 그녀가 이레네임이 밝혀진다. 그녀는 그동안 두 번 결혼을 했으며 정신병원에도 수용된 전력이 있다. 고통스러운 재회 속에서 그녀는 자신의 삶과 영혼을 황폐하게 만든 루베크를 비난한다. 반면 루베크는 이레네에게 자신에게 돌아와 잠들어 있는 창조적 활력을 되찾게 해 달라고 간청한다. 두 사람은 결국 산 정상에 올라 그곳에서 서로의 사랑을 이루기로 작정한다. 하지만 상 정상 부근에서 폭풍우가 밀려오고, 이에 굴하지 않고 정상을 향해 나아가던 두 사람은 산사태에 휩쓸린다.
인생의 황혼기에 접어든 나이 지긋한 예술가, 결혼 생활에서 쉽게 안정을 찾지 못하는 남자, 오랜 외국 생활 끝에 비로소 고향에 돌아왔으나 여전히 편히 쉴 수 없는 이방인, 예술의 정점에서 자괴의 고통을 겪는 작가, 사랑을 거부함으로써 삶의 의미를 잃어버린 노신사, 이상을 좇는 구도자. 작품을 둘러싼 은유와 상징의 베일을 걷어 내고 나면, 우리는 어느새 이 작품을 쓸 당시 입센의 자화상과 만나게 된다. 그의 가장 실험적인 희곡이자 작가 자신의 최종적인 결산의 의미를 담고 있는 작품이다.